# 조안 에반스

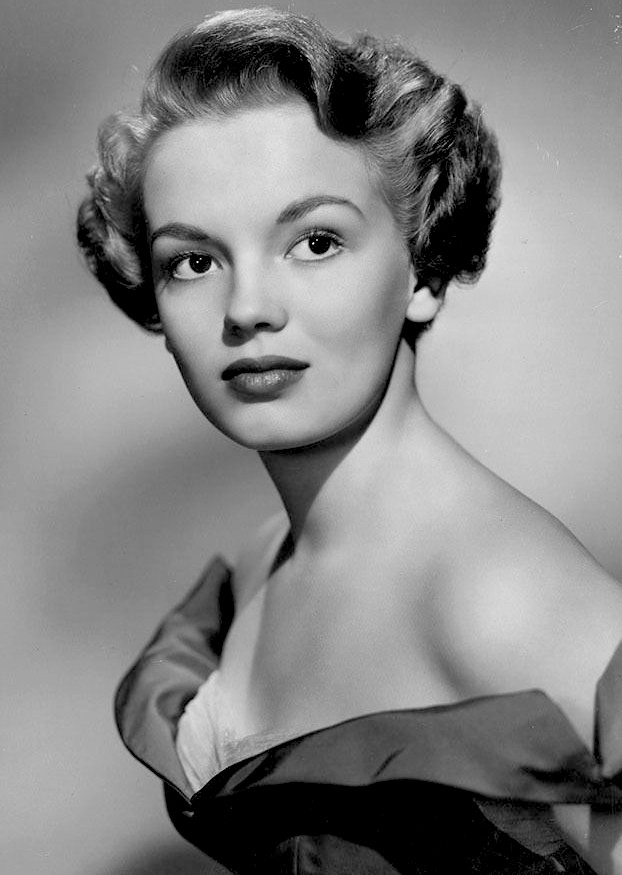

조안 에반스(Joan Evans, 1934년 7월 18일 ~ )는 미국의 배우, 텔레비전 배우, 영화배우이다.
뉴욕에서 태어났다.

## 영화
- 조로 (1957년)
- 클라이막스! (1954년)
- 스커트 어호이 (1952년)